# Lopholejeunea yunnanensis
Lopholejeunea yunnanensis là một loài Rêu trong họ Lejeuneaceae. Loài này được P.C. Chen mô tả khoa học đầu tiên..